# Iglesia de San Pedro (Fiambalá)

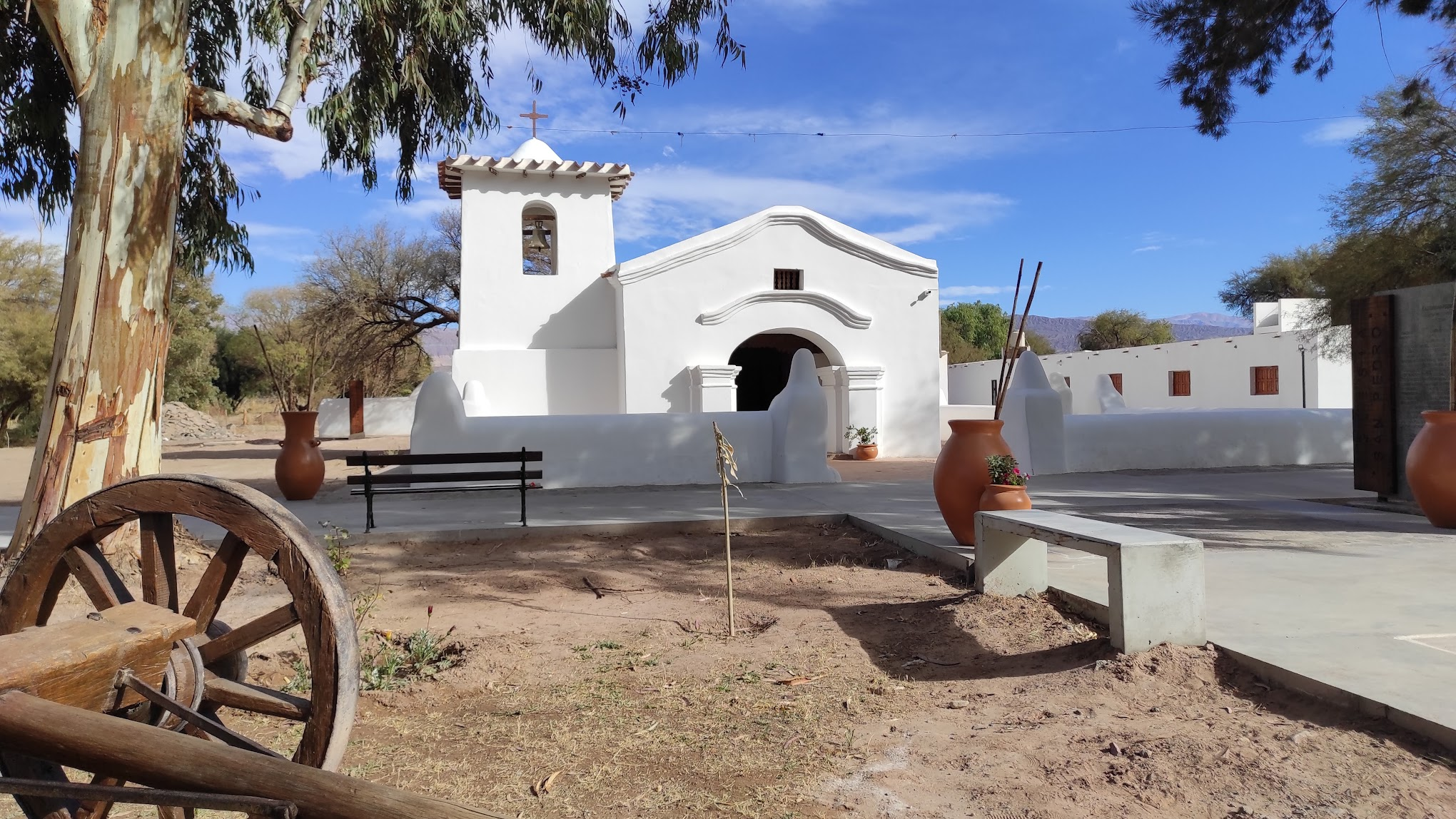
Iglesia de San Pedro en Fiambalá

La Iglesia de San Pedro, es una iglesia inaugurada en 1770, ubicada en Fiambalá,  Provincia de Catamarca,  Argentina. Está localizada en el km 55 de la RN 60 (ex Ruta Provincial RP 45). Fue declarada Monumento Nacional en 1941, y es el principal punto de interés del circuito de la Ruta del Adobe.
En su interior se encuentra la figura de San Pedro de Atacama. La iglesia fue construida como una réplica de la iglesia de San Pedro de Atacama, donde estaba el santo originalmente.

## Historia
Cuenta la historia que el capitán y comerciante español Domingo Carrizo, en uno de sus viajes pasó por San Pedro de Atacama. Allí encontró la imagen de San Pedro en la iglesia del pueblo. Entonces tuvo visiones en donde el santo le hablaba en los sueños y le pedía que lo llevara a las "tierras blancas", donde él quería reinar. El capitán le contó al cura del pueblo estos sueños y le pidió que le diera el santito. Ante la negativa del cura, el hombre resolvió por las suyas y robó el San Pedro.
Ante la denuncia del cura, comenzó la persecución de Carrizo y sus hombres. Se supone que entraron desde Bolivia, por Antofagasta de la Sierra. Cuando estaban a punto de ser atrapados, el viento zonda o viento amarillo que levanta fuertes tormentas de arena, borró sus rastros y de esa forma pudieron escapar. Este es el primer milagro que se le otorga al santito. El segundo que se le atribuye, es que los bueyes que llevaban la carreta con el santo se detuvieron frente al lugar donde hoy se encuentra la iglesia, porque San Pedro quería quedarse en ese lugar.